# 棋牌游戏
棋牌游戏，是棋盘游戏和纸牌游戏统称。
棋牌类从明清开始一度兴盛，涉及赌博等。史都華·庫林是著名的傳統棋牌研究者。
现代棋牌游戏以休闲为主，在华语区影响较深的主要有扑克、斗地主、麻将、中国象棋、中国跳棋、军棋、黑白棋、五子棋等。这类游戏特别影响手机游戏开发，非动作性的游戏为主流。